# Lino Blandizzi
Lino Blandizzi (Napoli, 21 ottobre ...) è un cantautore italiano.

## Biografia
Nato a Napoli nel quartiere popolare Vicaria, vicino alla stazione, il padre lavorava all'Italsider. La sua prima esperienza musicale fu nel coro parrocchiale che diventò in quegli anni della adolescenza un elemento rilevante nella sua vita quotidiana. Impara a suonare la chitarra da autodidatta dall'età di 12 anni e in seguito approfondisce la sua conoscenza musicale studiando pianoforte. Con Adriano Pennino fonda il suo primo gruppo musicale, "Gli Aedi", che per alcuni anni si esibisce in alcuni locali della zona con un repertorio rock-pop oltre a cover di brani dei Genesis, Pink Floyd, Police, Premiata Forneria Marconi e di cantautori italiani.
Nel 1990 a Termoli vince il premio "Rino Gaetano" con il brano "Voglio un'anima" come miglior testo e il premio della critica giornalistica (trasmesso da Rai Uno). Il primo album "Lo Specchio delle Verità" viene pubblicato nel 1991 e prodotto dalla Interbeat e dalla WEA.
Nella sua carriera, iniziata nel 1991, colleziona collaborazioni con artisti come: Sergio Bruni, Dirk Hamilton, James Senese, Gigi De Rienzo, Antonio Onorato, Adriano Pennino, Joe Amoruso; collabora con scrittori come Maurizio de Giovanni, Piero Antonio Toma (coautore di 13 brani).
Nel 1994 pubblica un EP dal titolo "Cercasi esorcisti" contenente 4 brani con etichetta discografica CNI - Compagnia Nuove Indye. Due suoi brani nel 1995 "A camminare" e nel 1996 "Senza te", sono inseriti nella compilation del Midem, il mercato del disco di Cannes.
Nel 1996 esce il nuovo album "Blandizzi" prodotto da Interbeat - Roma
Nel 1996, partecipa al premio "Grammy Europeo" - "Spazio d'Autore" trasmesso da Rai Uno, vincendo come miglior cantautore emergente.
Tra il 1996 e il 1998, collabora con il Maestro Sergio Bruni che lo vuole al suo fianco al Roxy Bar, un programma televisivo di Red Ronnie e in molti suoi concerti. In seguito Bruni gli propone di incidere e cantare insieme un suo brano dal titolo "Ma dov'è".
Nel 2002, si esibisce in Piazza del Plebiscito di Napoli al concerto commemorativo dell'11 settembre 2001. Evento trasmesso in prima serata in mondovisione da Raidue. Finalista del "XXIII° Girofestival 2001" all'Anfiteatro romano "Fausto" di Terni trasmesso da Rai Tre.
Nel 2003 del suo album "Abbicci" vengono ripubblicate 22 000 copie e distribuite dalla "Independent Music" non solo nei negozi specializzati ma anche in tutte le edicole d'Italia. Il disco conquista la copertina della rivista "Musica e Dischi". Il video del singolo omonimo "Abbiccì" già programmato da "Video Italia", diventa sigla dei programmi di Rai Due: "Nord, Sud, Ovest, Est" e "Sicuri di notte".
Sempre nel 2003, con il suo brano "Mi metto il casco" è testimonial della campagna di sensibilizzazione sull'utilizzo del casco.
Il 27 maggio 2004, come una consacrazione, entra la canzone d'autore al Teatro di Corte di Palazzo Reale di Napoli, che precede un Tour nei teatri dell'Opera in Egitto insieme a Adriana Bruni, figlia del Maestro Sergio Bruni.
Nel 2005, al Teatro Augusteo di Napoli riceve il premio "Sergio Bruni" insieme a Nino D'Angelo e all'editore Luciano Bideri. L'evento fu trasmesso da Rai Tre e condotto da Red Ronnie con la partecipazione straordinaria di Giancarlo Giannini.
Nel dicembre 2007, pubblica l'atteso omaggio al suo amico Maestro, con l'album Blandizzi incontra Sergio Bruni contenente anche la poesia A voce Napule di Eduardo De Filippo, da lui musicata.
Il 14 maggio 2009, continuando l'incontro con personaggi della musica e della cultura, interpreta e incide Vierno vattenne, (poesia in dialetto del giornalista e poeta Luigi Compagnone, da lui musicata). Il singolo esce allegato al libro L'amara scienza di Compagnone, ripubblicato dopo oltre quarant'anni dalla casa editrice Compagnia dei Trovatori.
Nel 2011, viene pubblicato l'album Il Mondo sul Filo (Clapo/Edel), altro progetto discografico che vuole rappresentare la condizione della vita dell'uomo in precario equilibrio.
Dal 2011 al 2015, si dedica alla didattica con risultati eccellenti. Dirige un laboratorio di musica dal titolo Comporre una canzone all'Istituto Superiore Statale Pitagora di Pozzuoli. Nel 2015, i suoi alunni vincono il Primo Premio del 4º Trofeo Nazionale della Nuova Musica Italiana di Radio Italia, 7 note dalla scuola.
Nel novembre 2015, esce il suo nuovo album dal titolo Da noi in Italia (Graf Music/Audioglobe) che vede la partecipazione straordinaria di James Senese e gli arrangiamenti di Gigi De Rienzo.
Nel 2016, festeggia i suoi 25 anni di carriera con un concerto al Maschio Angioino, dove gli è stata consegnata una targa di benemerenza, conferitagli dal Comune di Napoli, per aver speso il suo talento a favore della sua città, della scuola, dei bambini Saharawi, delle ospiti del carcere femminile di Pozzuoli, per aver saputo cogliere in musica i versi di alcuni grandi poeti come Eduardo De Filippo, Luigi Compagnone e Anna Maria Ortese, e per aver contribuito con la sua canzone "Abbiccì" alla diffusione della lingua italiana in Francia (Metodo didattico pubblicato dalla casa editrice Hachette Education 2016).
Il 7 febbraio 2020 a CasaSanremo (Casa Ufficiale del 70º Festival della Canzone Italiana) riceve un premio alla carriera (National Voice Awards). Al Luigi Tenco Theatre - Palafiori.
Nel gennaio 2021 viene pubblicato il libro “A Suon di Parole” (Guida editori), scritto da Blandizzi insieme al giornalista scrittore Piero Antonio Toma. Il volume contiene 2 racconti autobiografici e un cd con tredici canzoni scritte a quattro mani. Contributi dell’italianista Matteo Palumbo e dal musicologo Vincenzo De Gregorio.
L’11 febbraio 2023, nello spazio di Casa Sanremo - Live Box, viene presentato il nuovo album “Sembratuttonormale”.
Il 21 ottobre 2024 esce il videoclip della nuova versione del singolo “Sembra tutto normale” 

## Discografia

### Album
- 1991 – Lo specchio delle verità - Wea / Interbeat
- 1994 – Cercasi esorcisti Q - Disk - CNI - Compagnie Nuove Indie
- 1995 – Special Cd for Midem '95 - Compilation
- 1996 – Blandizzi - Interbeat - Roma
- 1996 – Midem '96 - Compilation
- 2003 – Abbicci - Blitz / interbeat - Delta Dischi
- 2007 – Blandizzi incontra Sergio Bruni - Interbeat / Egea
- 2011 - Il Mondo Sul Filo - Clapo Music/Edel
- 2015 - Da Noi in Italia - Graf Music/Audioglobe
- 2021 - Libro + cd “A Suon di Parole” - Guida editori.
- 2023 - Sembratuttonormale

### Singoli
- 2009 – Vierno vattenne - Interbeat - Roma (poesia di Luigi Compagnone musicata ed interpretata da Blandizzi cd allegato alla riedizione del libro “L’amara scienza”, lo straordinario romanzo di Luigi Compagnone ripubblicato dopo oltre quarant’anni dalla casa editrice “Compagnia dei Trovatori”
- 2011 – Acqua - Clapo Music - cd allegato al libro ambientalista “Tra le onde i giorni dimenticati” di Monica Zunica - Compagnia dei Trovatori
- 2016 - Per la mia Città - Napoli in Love/1
- 2017 - Salvate venere, salviamo venere - Napoli in Love/2
- 2018 - Lettera a Gerardo - Napoli in Love/3
- 2019 - Il Buongiorno del Caffè - Napoli in Love/4
- 2024 - Sembra tutto normale

## Riconoscimenti
Nel 1990 vince il Premio Rino Gaetano che anticipa il suo esordio discografico del 1991, proseguendo il suo percorso artistico con altri riconoscimenti, tra questi, in occasione del 25º anno della sua carriera, il 20 settembre 2016 al Castello del Maschio Angioino, il Comune di Napoli gli conferisce una benemerenza per aver speso il suo talento a favore di Napoli, della scuola, dei bambini Saharawi, delle ospiti del carcere femminile di Pozzuoli, per aver saputo cogliere in musica i versi di alcuni grandi poeti come Eduardo De Filippo, Luigi Compagnone e Anna Maria Ortese, e per aver contribuito con la sua canzone "Abbiccì" alla diffusione della lingua italiana in Francia.
Nel 2020, riceve un prestigioso riconoscimento (Premio speciale alla carriera) al Palafiori, sul palco di Casa Sanremo (Ivan Graziani Theatre), casa ufficiale del 70° Festival della Canzone Italiana.
Il 23 novembre 2024 riceve il Premio Internazionale di Arte Letteraria “IL CANTO DI DAFNE” - Premio Eccellenza Arte Musica, presso l’Auditorium della Camera di Commercio di Carrara